# هالي ماكالوم
هالي ماكالوم (بالإنجليزية: Haley Bonar)‏ هي موسيقية أمريكية، ولدت في 1983 في براندون في كندا.

## وصلات خارجية
- الموقع الرسمي
- هالي ماكالوم على موقع ميوزك برينز (الإنجليزية)
- هالي ماكالوم على موقع ديسكوغز (الإنجليزية)
- هالي ماكالوم على موقع ديسكوغز (الإنجليزية)